# Stamford (Lincolnshire)
Stamford ist eine Stadt und Civil parish im Distrikt South Kesteven der Grafschaft Lincolnshire an der A1 nach York und Edinburgh.
Stamford war die erste Gemeinde, die nach dem Civic Amenities Act 1967 unter Denkmalschutz gestellt wurde. Seitdem sind die gesamte Altstadt und St Martin’s als Gebiet von baulichem und historischem Interesse mit nationaler Bedeutung ausgewiesen.

## Geschichte
Stamford liegt an der römischen Ermine Street, war aber keine römische Siedlung. Erst die Angelsachsen bauten Stamford aufgrund seiner Lage am Fluss Welland aus. Im Jahr 972 machte König Edgar den Ort zum „borough“. Zuvor war Stamford einer der Five Boroughs of Mercia, d. h. eine der wichtigsten Wikinger-Siedlungen in den East Midlands neben Derby, Leicester, Lincoln und Nottingham. Die Normannen bauten um 1075 eine Burg, die wohl 1484 zerstört wurde.
In den Jahren 1333/1334 gab es den Versuch einiger unzufriedener Gelehrten der Universität von Oxford, eine neue Universität in Stamford zu gründen. Dies wurde von den Universitäten Oxford und Cambridge blockiert. Danach durften bis in die 1820er Jahre keine neuen Universitäten in England gegründet werden, so dass Oxford und Cambridge über Jahrhunderte ein Universitäts-Duopol in England besaßen.

## Geografie
Stamford, am Ufer des Flusses Welland gelegen, bildet einen südwestlichen Ausläufer von Lincolnshire zwischen Rutland im Norden und Westen, Peterborough im Süden und Northamptonshire im Südwesten. Fälschlicherweise wurde behauptet, es handele sich um einen Vierpunkt, an dem sich vier zeremonielle Grafschaften – Rutland, Lincolnshire, Cambridgeshire und Northamptonshire – in einem Punkt treffen würden, doch tatsächlich gibt es an diesem Ort zwei Dreipunkte, die etwa 20 Meter voneinander entfernt sind.
Der Fluss Welland bildet die Grenze zwischen zwei historischen Grafschaften: Lincolnshire im Norden und Soke of Peterborough in Northamptonshire im Süden.
Im Jahr 1991 wurde die Grenze zwischen Lincolnshire und Rutland (damals Teil von Leicestershire) im Gebiet von Stamford neu gezogen, sie folgt nun größtenteils der A1 bis zur Eisenbahnlinie. Die angrenzende Gemeinde Wothorpe liegt in der Stadt Peterborough. Die Barnack Road bildet die Grenze zwischen Lincolnshire und Peterborough, wo sie an St Martin's Without grenzt.
Der Fluss flussabwärts der Stadtbrücke und einige der Wiesen liegen im Entwässerungsgebiet des Welland and Deepings Internal Drainage Board.

## Sehenswürdigkeiten
- Burghley House (16. Jahrhundert)
- Altstadt
- St Martin’s
- Die Ruinen von Stamford Castle
- All Saints Church

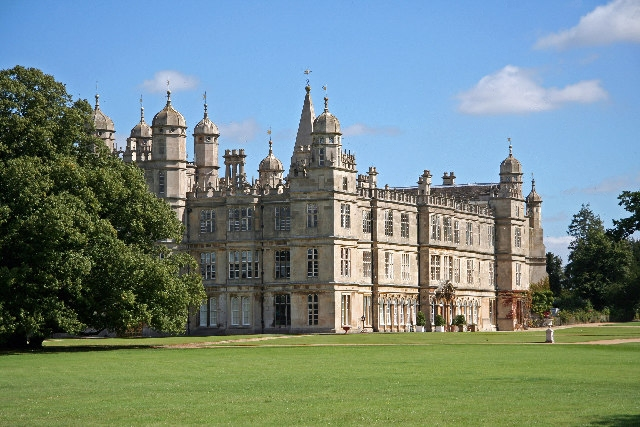
Burghley House
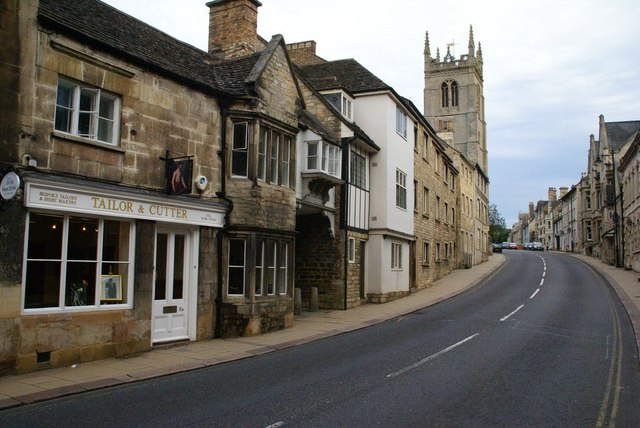
St Martin’s
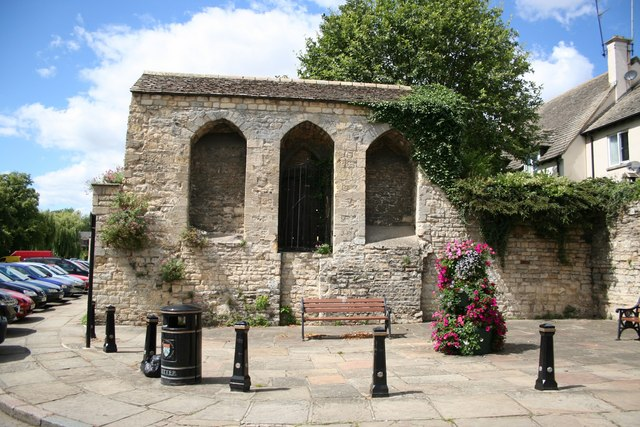
Stamford Castle
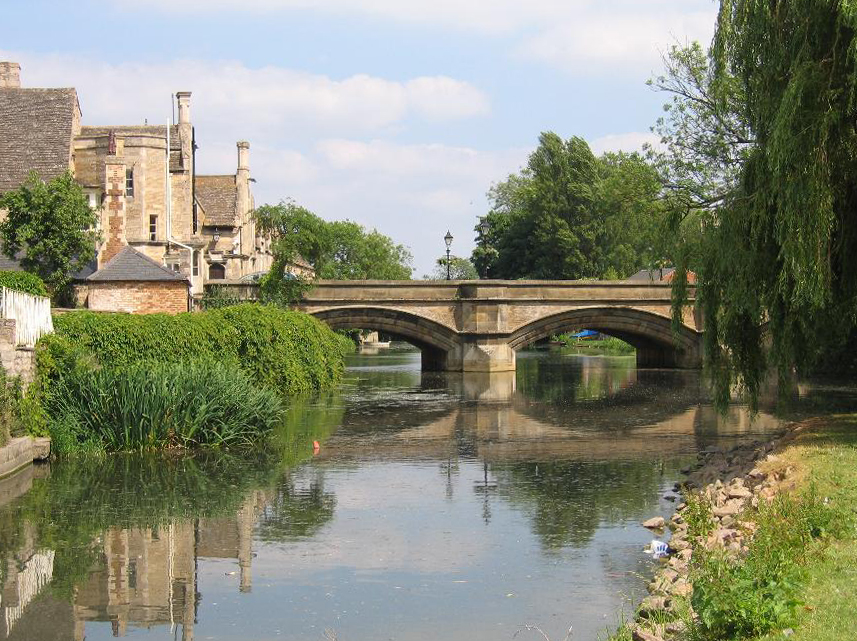
Brücke über den Welland

## Persönlichkeiten
- Martin J. Aitken (1922–2017), Physiker und Archäometer
- James Bradshaw (* 1976), Schauspieler
- David Cecil, 6. Marquess of Exeter (1905–1981), Präsident der IAAF
- William Cecil, 1. Baron Burghley (1521–1598), Politiker
- Malcolm Christie (* 1979), Fußballspieler
- Colin Dexter (1930–2017), Kriminalschriftsteller
- Thomas Emlyn (1663–1741), presbyterianisch-unitarischer Prediger und Schriftsteller
- Colin Furze (* 1979), Webvideoproduzent und Erfinder
- John George Haigh (1909–1949), Serienmörder
- Alfred Harmsworth, 1. Viscount Northcliffe (1865–1922), Verleger
- David Jackson (* 1947), Musiker
- Mike Jackson (1944–2024), General
- Robert von Ketton (12. Jahrhundert), Theologe
- Ed Lowe (* 2003), Bahnradsportler
- Rob Lynch (* 1986), englischer Singer/Songwriter
- Malcolm Sargent (1895–1967), Dirigent
- Mike Thelwall (* 1965), Informationswissenschaftler
- Michael Tippett (1905–1998), Komponist
- Graham Webster (1913–2001), Bauingenieur und Archäologe

## Film
Stamford wurde häufiger als Kulisse für Dreharbeiten gewählt, so für den Film The Golden Bowl (2000), den Film Stolz und Vorurteil (2005) und The Da Vinci Code – Sakrileg (2006).